# 1952年十胜近海地震
1952年十胜近海地震是指1952年3月4日於當地時間在上午10點22分發生在日本北海道十胜支厅近海的强烈地震。這場地震震中位於在北纬42.084度、东经143.899度，震级为MW 8.1、Mj 8.2，震源深度约为45公里到54公里，最大烈度为5。這場地震也引发了浪高高度為6.5公尺的巨大海啸。受到地震影响，總共有28人罹难，另有5人失蹤。

## 发震背景
在日本地震调查研究推进本部在1998年12月发布的关于千岛海沟地震活动长期评价的报告中提到，十胜近海发生地震規模為8.0的平均周期为72.2年。在1952年十胜近海地震发生之前的7年间，這場地震的震源域内的小规模地震的频率明显下降。在2003年十胜近海地震发生之前的13年间也出现了这种的现象。

## 参数测定
日本气象厅测定的1952年十胜近海地震的震级为Mj 8.2级，震源深度约为54千米，最大烈度为5。国际地震中心测定的震级数值较小，为MW 8.1级。

## 震害情况
根据日本气象厅烈度数据库的记录，日本北海道地方和东北地方都有明显震感。由於1952年十胜近海地震规模甚大並且震源位於在浅海，這也引发了巨大海啸。位於在北海道钏路支厅东南部的厚岸町沿岸也观测到了浪高高度為6.5公尺的巨大海啸。在地震发生後的第二天，十胜和钏路兩地就已經确认有10多名死傷者。最後查明的结果为總共有28人罹难，另有5人失蹤。除了人员伤亡外，總共有815棟房屋被完全摧毁，有1,324栋半毁，以及有6,395棟部分受损。